# Sinunuc
Sinunoc es un barrio urbano de la ciudad de Zamboanga, municipio de primera categoría perteneciente a  la provincia de Zamboanga del Sur en la Región Administrativa de Península de Zamboanga (Región IX) situada al suroeste de la  República de Filipinas  en la isla de Mindanao.

## Geografía
Situado en la costa occidental del Mar de Joló a 9,3 km del centro de la ciudad, accesible por carretera y también por mar.
Su término linda al norte con el barrio de Maasin; al sur con el Estrecho de Basilán; al este con los barrios de  Malagutay y de Calarián; y al oeste con el barrio de Caguit.

### Demografía
En el año 2007 contaba con 15 926 habitantes que ocupaban 2.681 hogares. En 2010 la población aumenta a 16 942  habitantes.

## Toponimia
La palabra Sinunuc en idioma tagalo  significa quemado.

## Historia
Hace mucho tiempo, Sinunuc estuvo fue gobernado por un moro  hostil al Sultanato de Joló, estos ocupaban la "Bocana", es decir, el lugar en la desembocadura del río Sinunuc. Los cristianos estaban en el interior donde se cultivan extensas granjas de maíz y coco.
No hubo paz durante los primeros días. Los cristianos fueron asesinados o secuestrados por las tribus hostiles. Los hombres fueron asesinados, las mujeres fueron llevadas a la Datu para ser sus esposas, mientras que los niños fueron vendidos como esclavos al sultán de Jolo.
En 1896, algunas personas prominentes en una aldea cristiana construyeron  una escuela en Pitogo. La escuela fue quemada y los Moros asesinaron al maestro.
El barrio no tenía  todavía nombre,  asesinato, secuestro e incendios eran hechos  cotidianos, el terror reinaba en el lugar.
Una mañana un hombre gritó: Los moros están quemando la Ermita y los hogares situados a lo largo de la costa. Los cristianos huyeron a las montañas para salvar sus vidas.
Las mujeres lloraban y oraban e incluso los hombres levantaron sus ojos a Dios en busca de ayuda cuando vieron sus casas y granjas envueltas en llamas.
En medio de la destrucción un hombre llamado Mang Kikong gritó en tagalo: Ay Diyos ko, sinunug ang ating tahanan! Cuando los bandidos abandonaron el barrio, los cristianos volvieron a su lugar. Pidieron una reunión para rehabilitar el barrio en ruinas, y los moros nunca regresaron después de eso.
El 8 de mayo de 1900 se celebra la primera Misa de Acción de Gracias en honor de la Santísima Madre de la Paz y Buen Viaje. Este barrio se denomonó oficialmente  "Sinunuc" en recuerdo de aquellos sombríos días llenos de conflictos.

## Administración
Su alcalde (Punong Barangay) es Emiliano M. Sebastian.
Forma parte del Distrito I.

## Festividades
Su fiesta patronal se celebra el 29 de mayo en honor de María Santísima de la Paz y Buen Viaje.